# Sautmejan
Saut Mejan (en francès Sauméjan) és un municipi francès situat al departament d'Òlt i Garona i a la regió de la Nova Aquitània.

## Demografia
| 1962                                       | 1968 | 1975 | 1982 | 1990 | 1999 | 2006 |
| ------------------------------------------ | ---- | ---- | ---- | ---- | ---- | ---- |
| 30                                         | 56   | 52   | 52   | 68   | 68   | 80   |
| Des de 1962: població sense dobles comptes |      |      |      |      |      |      |

## Administració
| Període   | Identitat            | Partit |
| --------- | -------------------- | ------ |
| 1976-1989 | Jean-Gilbert Bourras |        |
| 1989-     | Francis Da Ros       | PS     |